# Deygbo
Deygbo är en klan i Liberia.   Den ligger i regionen Bomi County, i den västra delen av landet, 40 km nordväst om huvudstaden Monrovia.